# Polyainos
Polyainos (lateinisch Polyaenus, deutsch auch Polyän; * um 100) war ein makedonischer Rhetor, Anwalt und Schriftsteller in Rom.

## Leben
Polyainos wurde um 100 in der in Kleinasien liegenden römischen Provinz Bithynien, möglicherweise in der Stadt Nikaia, geboren. Seine Familie war makedonischer Abstammung. Um 161 war er in Rom als Rhetor (Redner) und Anwalt tätig. Das bedeutet, dass er wohl schon länger dort lebte, so dass er das römische Bürgerrecht besaß und Latein ebenso gut wie Griechisch beherrschte. Seit wann er in Rom lebte und wie er das römische Bürgerrecht erhielt, ist nicht bekannt.
Informationen zu seinem Leben finden sich in der Suda, einem um 1000 entstandenen byzantinischen Lexikon, einigen verstreuten Fragmenten und in den Vorworten zu seinem Werk Strategemata.

## Werke
Polyainos’ einziges überliefertes Werk sind seine Strategemata, eine Sammlung militärischer Strategeme, die er den Kaisern Mark Aurel und Lucius Verus widmete.
Wohl Ende 161 veröffentlichte Polyainos anlässlich des Ausbruchs des Partherkriegs des Lucius Verus (161–166) das erste Buch der Strategemata. Die nächsten fünf von insgesamt acht Büchern erschienen jeweils einzeln bis zum Sommer 162. Diese Hast ist dem Werk anzumerken. Polyainos behauptete mit seiner Widmung an Mark Aurel und Lucius Verus, diesen Kaisern einen Leitfaden militärischen Wissens an die Hand geben zu wollen. Das Werk enthält um die 900 knappe Beispiele für Strategeme aus einem Zeitraum, der von mythologischer Zeit bis zu Augustus reicht, und ist nach Völkern gegliedert. Buch I-IV behandelt die griechische Mythologie, die Griechen, Makedonen und Diadochen, Buch V Sizilien, Buch VI verschiedene Völker, Buch VII hauptsächlich in Persien lebende Völker und Buch VIII römische Feldherren sowie Frauen.
Als Quellen verwendete Polyainos Geschichtsschreiber, ältere Strategemsammlungen und, laut eigener Aussage, eigene Forschung. Welche älteren Werke genau verwendet wurden, diskutiert die Forschung seit dem 19. Jahrhundert. Der unterschiedliche Charakter seiner Quellen führt jedenfalls dazu, dass einige seiner Beispiele fiktiv oder unglaubwürdig sind, andere hingegen zuverlässige Angaben enthalten. Polyainos’ Ziel war auch nicht historische Genauigkeit, sondern er wollte auf unterhaltsame Weise Prinzipien erfolgreicher militärischer Führung vermitteln.
In den antiken Quellen finden sich Hinweise auf weitere Werke des Polyainos, die heute verloren sind:
- eine Rede Für die makedonische Versammlung, mit der er als Anwalt einen Fall für die makedonische Provinzversammlung gewann,
- eine Abhandlung Über Theben, in der er die berühmte, Geräusche produzierende Statue des Memnon im ägyptischen Theben (Ägypten) beschrieb und
- ein Werk namens Taktika in drei Büchern.

## Ausgaben
- Polyaenus: Stratagems of war. Edited and translated by Peter Krentz and Everett L. Wheeler. 2 Bände. Chicago 1994.
- Polyaenus: Polyaeni Strategematon libri VIII. Ex rec. Eduardi Woelfflin iterum rec. Ioannes Melber. Addenda adiecit Klaus Reinhard. Teubner, Leipzig 1887, Nachdruck Stuttgart 1970.
- Polyainos: Strategika. Zweisprachige Ausgabe von Kai Brodersen. Sammlung Tusculum. De Gruyter, Berlin 2017. ISBN 978-3-11-053664-5.